# Miroslav Zeman
Miroslav Zeman (Chodov, Checoslovaquia, 14 de septiembre de 1946) es un deportista checoslovaco retirado especialista en lucha grecorromana donde llegó a ser medallista de bronce olímpico en México 1968.

## Carrera deportiva
En los Juegos Olímpicos de 1968 celebrados en México ganó la medalla de bronce en lucha grecorromana estilo peso mosca, tras el luchador búlgaro Petar Kírov (oro) y el soviético Vladimir Bakulin (plata).